# Eutetranychus transverstriatus
Eutetranychus transverstriatus är en spindeldjursart som beskrevs av Frank Jason Smiley och Baker 1995. Eutetranychus transverstriatus ingår i släktet Eutetranychus och familjen Tetranychidae. Inga underarter finns listade i Catalogue of Life.